# تومي فيلبس
تومي فيلبس (بالإنجليزية: Tommy Phelps)‏ هو لاعب كرة قاعدة أمريكي، ولد في 4 مارس 1974 في سول في كوريا الجنوبية.

## وصلات خارجية
- تومي فيلبس على موقعبيزبول رفرنس.كوم (الدوري الرئيسي) (الإنجليزية)
- تومي فيلبس على موقعبيزبول رفرنس.كوم (الدوري الثانوي) (الإنجليزية)
- تومي فيلبس على موقع مشجعي الرسوم البيانية (الإنجليزية)